# The Enforcer (jeu vidéo)
The Enforcer est un jeu vidéo d'arcade sorti en 1993 et fonctionne sur GX-4000. Le jeu a été développé et édité par Trojan Software.